# 霍蘭 (堪薩斯州)
霍蘭（英語：Holland）是位於美國堪薩斯州迪金森縣的一個非建制地區。該地的面積和人口皆未知。

## 地理
霍蘭所處的海拔為高於海平面375米（即1230英呎），而該地所採用的時區為UTC-6，即北美中部時區（CST）。同時該地設有夏令時間，為UTC-6調快一小時，即UTC-5（CDT）。

## 教育
该社区由Chapman USD 473公立学区提供服务。